# Koniina
Koniina – organiczny związek chemiczny z grupy alkaloidów. Alkaloid piperydynowy występujący w nasionach i liściach szczwołu plamistego (cykuty, Conium maculatum).
W temperaturze pokojowej jest to bezbarwna oleista ciecz, słabo rozpuszczalna w wodzie, o charakterystycznym „mysim” zapachu. Koniina jest silnym jadem zwojowym podobnym nieco w działaniu do nikotyny. Dawka śmiertelna dla człowieka wynosi 0,5–1,0 g. Wywołuje porażenie ośrodka oddechowego. Wchłania się przez skórę i błony śluzowe.

## Synteza chemiczna
Koniina jest pochodną piperydyny, podstawioną w pozycji 2 łańcuchem propylowym. Produkt naturalny jest enancjomerem o konfiguracji S. Otrzymać ją można z 2-pikoliny i acetaldehydu. Produkt optycznie czysty uzyskuje się np. poprzez krystalizację z kwasem (+)-winowym.

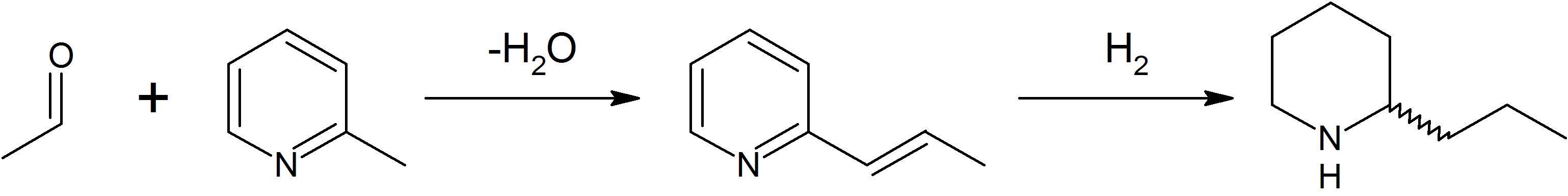
Synteza koniiny